# Barriera di potenziale

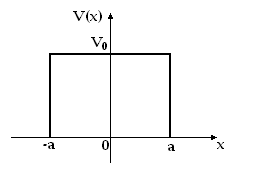
Rappresentazione di una barriera di potenziale

In meccanica quantistica la barriera di potenziale è un potenziale del tipo:
{\displaystyle V(x)={\begin{cases}0&x<-a\\V_{0}&-a\leq x\leq a\\0&x>a\end{cases}}}
Essa produce un effetto quantistico relativamente a un fascio di particelle che viaggiano nella direzione positiva dell'asse x, dove per {\displaystyle x<-a} e per {\displaystyle x>a} le particelle sono libere e per {\displaystyle -a\leq x\leq a} sono sottoposte a un potenziale costante {\displaystyle V_{0}}. Mentre nella meccanica classica le particelle che arrivano alla barriera di potenziale con energia {\displaystyle E<V_{0}} rimbalzano sulla barriera e riprendono il moto nel verso opposto, ciò non è sempre vero in meccanica quantistica.

## Descrizione
L'equazione di Schrödinger  stazionaria monodimensionale è:
{\displaystyle -{\frac {\hbar ^{2}}{2m}}{\frac {d^{2}}{dx^{2}}}\psi (x)+V(x)\cdot \psi (x)=E\cdot \psi (x)}
Il potenziale divide la regione in tre zone (vedi figura): la prima per {\displaystyle x<-a} che è formalmente analoga alla regione {\displaystyle x>a} e la regione {\displaystyle -a\leq x\leq a}. Il problema va quindi trattato in ognuna delle tre zone separatamente e le soluzioni vanno poi raccordate in corrispondenza delle discontinuità del potenziale:
{\displaystyle {\begin{cases}-{\frac {\hbar ^{2}}{2m}}{\frac {d^{2}}{dx^{2}}}\psi (x)=E\cdot \psi (x)&x<-a,x>a\\-{\frac {\hbar ^{2}}{2m}}{\frac {d^{2}}{dx^{2}}}\psi (x)+V_{0}\cdot \psi (x)=E\cdot \psi (x)&-a\leq x\leq a\end{cases}}}
Dobbiamo cercare soluzioni che siano continue con derivata prima continua. Riscriviamo le equazioni:
{\displaystyle {\begin{cases}{\frac {d^{2}}{dx^{2}}}\psi (x)+k^{2}\psi (x)=0&x<-a,x>a\\{\frac {d^{2}}{dx^{2}}}\psi (x)-\lambda ^{2}\psi (x)=0&-a\leq x\leq a\end{cases}}}
dove {\displaystyle k^{2}={\frac {2mE}{\hbar ^{2}}}} e {\displaystyle \lambda ^{2}={\frac {2m(|V_{0}|-E)}{\hbar ^{2}}}}. Queste equazioni hanno soluzione generale in termini di esponenziale complesso date da:
{\displaystyle {\begin{cases}\psi (x)=e^{ikx}+Ae^{-ikx}&x<-a\\\psi (x)=Be^{\lambda x}+Ce^{-\lambda x}&-a\leq x\leq a\\\psi (x)=De^{ikx}&x>a\end{cases}}}
con A, B, C, D coefficienti reali arbitrari da determinarsi imponendo le condizioni al contorno e dove abbiamo già eliminato il contributo delle onde regressive nella regione {\displaystyle x>a}. Imponendo le condizioni di continuità della funzione d'onda e della sua derivata prima nei punti {\displaystyle x=\pm a} abbiamo:
{\displaystyle {\begin{cases}e^{-ika}+Ae^{ika}=Be^{-\lambda a}+Ce^{\lambda a}\\ik\left(e^{-ika}-Ae^{ika}\right)=\lambda \left(Be^{-\lambda a}-Ce^{\lambda a}\right)\\Be^{\lambda a}+Ce^{-\lambda a}=De^{ika}\\\lambda \left(Be^{\lambda a}-Ce^{-\lambda a}\right)=ikDe^{ika}\end{cases}}}
la soluzione di questo sistema porta a:
{\displaystyle B={\frac {ik(\lambda +ik)e^{-(\lambda +ik)a}}{(k^{2}-\lambda ^{2})\sinh {(2\lambda a)}+2ik\lambda \cosh {(2\lambda a)}}}}
{\displaystyle C={\frac {ik(\lambda -ik)e^{(\lambda -ik)a}}{(k^{2}-\lambda ^{2})\sinh {(2\lambda a)}+2ik\lambda \cosh {(2\lambda a)}}}}
{\displaystyle A={\frac {(k^{2}+\lambda ^{2})\sinh(2\lambda a)e^{-2ika}}{(k^{2}-\lambda ^{2})\sinh {(2\lambda a)}+2ik\lambda \cosh {(2\lambda a)}}}}
{\displaystyle D={\frac {2ik\lambda e^{-2ika}}{(k^{2}-\lambda ^{2})\sinh {(2\lambda a)}+2ik\lambda \cosh {(2\lambda a)}}}}
Calcoliamo i coefficienti di trasmissione e riflessione con la corrente di probabilità:
{\displaystyle T={\frac {J_{t}}{J_{i}}}=|D|^{2}={\frac {4k^{2}\lambda ^{2}}{(k^{2}-\lambda ^{2})^{2}\sinh ^{2}(2\lambda a)+4k^{2}\lambda ^{2}\cosh ^{2}(2\lambda a)}}={\frac {4k^{2}\lambda ^{2}}{(k^{2}+\lambda ^{2})^{2}\sinh ^{2}(2\lambda a)+4k^{2}\lambda ^{2}}}}
questo risultato indica {\displaystyle T\neq 0}, cioè vi è una probabilità non nulla che la particella o il fascio di particelle attraversi la barriera di potenziale: si ha l'effetto tunnel.
La barriera di potenziale fra due particelle può essere saltata o aperta in differenti modi.
Il premio Nobel Szent-Györgyi ha suggerito un esempio di effetto tunnel in biologia: gli enzimi hanno molecole che in genere sono costituite da gruppi come il gruppo metile, che presenta 3 protoni di carica positiva, che a loro volta sono in grado di determinare un'attrazione sulla nube elettronica negativa dell'atomo oggetto della reazione enzimatica. Questo spostamento di cariche determina una asimmetrica distribuzione della nube elettronica e la formazione di un tunnel (effetto tunnel) con caratteristiche di carica elettrica meno negativa, e quindi relativamente positiva, rispetto agli elettroni di un altro atomo interagente, che viene così attirato fino alla formazione di un legame chimico sufficientemente stabile nonostante il basso livello di energia implicata nel processo.